# Lathrocordulia metallica
Lathrocordulia metallica – gatunek ważki z rodziny Synthemistidae. Endemit Australii; występuje w południowo-zachodniej części Australii Zachodniej.